# Kenbuchi
Kenbuchi (jap. 剣淵町 Kenbuchi-chō) – miasto w Japonii, w prefekturze Hokkaido, w podprefekturze Kamikawa. Według danych na rok 2020 miejscowość zamieszkiwało 2 926 mieszkańców , a gęstość zaludnienia wyniosła 22,3 os./km².